# طلقات تحذيرية

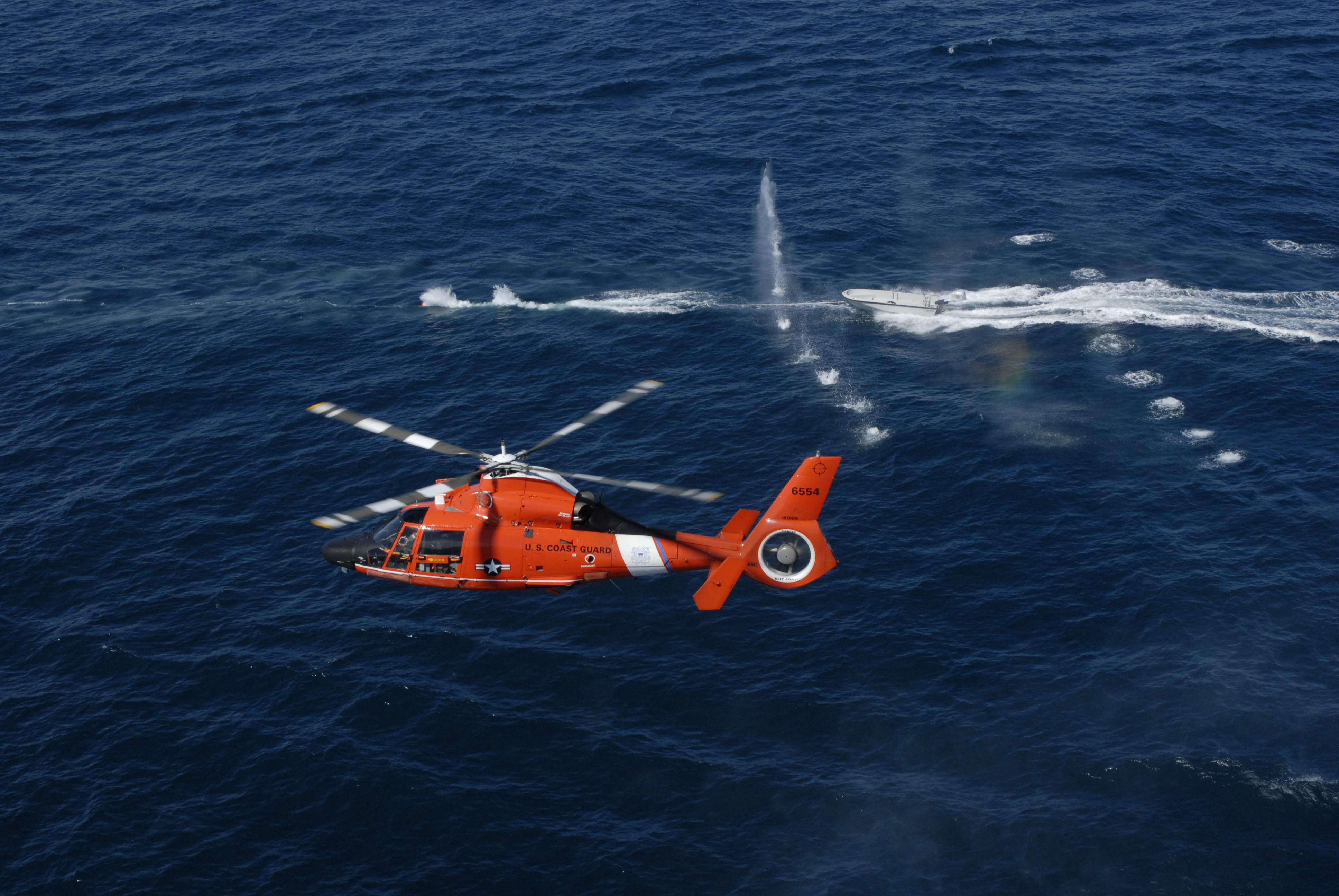
طائرة هليكوبتر تابعة لخفر السواحل بالولايات المتحدة تطلق طلقات تحذيرية على قارب لم يستجب للتحذير (تدريب).

الطلقات التحذيرية أو الطلقة التحذيرية مصطلح عسكري وأمني يهدف إلى ردع أو منع المهاجم من التقدم، وتستخدم في الأجهزة الأمنية لفض المظاهرات أو التفريق بين المتشاجرين، كما تستخدم في الأجهزة العسكرية لمنع العدو من التقدم نحو الحدود .
ينظر إلى الطلقة التحذيرية على أنها استعراض القوة ، المقصود منه أنه تحذير أخير قبل القيام بإجراءات حقيقية. 